# Cúpula de Helfaut
El Wizernes o cúpula Helfaut es un antiguo búnker ubicado en el pueblo de Helfaut a 5 km de Saint-Omer y construido por el ejército de la Alemania nazi entre 1943 y 1944. Originalmente, este búnker estaba proyectado como base para lanzar los cohetes V2, pero debido a los múltiples bombardeos aliados nunca cumplió ese objetivo. Hoy en día la cúpula se ha transformado en un museo en torno a tres temáticas principales:
- La ocupación en la zona norte del Paso de Calais;
- Las armas secretas alemanas;
- La conquista del espacio durante la Guerra Fría.

## Antecedentes
El despliegue de los misiles V-2 requería grandes cantidades de oxígeno líquido (LOX). El cual estaba disponible en los centros de producción existentes en Alemania y los países ocupados. 
Se necesitaban nuevas fuentes de LOX, situadas cerca del lugar de lanzamiento de los misiles para reducir en lo posible la pérdida de propergol debida a la evaporación. 
Como el radio de acción del misil era de solo 320 kilómetros, entonces era preciso que los emplazamientos de lanzamiento se ubicaran bastante cerca del Canal de la Mancha o de las costas del sur del Mar del Norte, es decir: en el norte de Francia, Bélgica o el oeste de los Países Bajos.
Debido a la complejidad de los misiles y la necesidad de extensas pruebas antes del lanzamiento, los diseñadores de la V-2 del Centro de Investigación del Ejército en Peenemünde preferían emplazamientos fijos con una fuerte defensa donde los misiles pudieran ser almacenados, armados, repostados con LOX en el sitio desde la planta de producción y disparados. A esto se opuso el ejército alemán y el jefe del proyecto de la V-2, el mayor general Walter Dornberger, que estaban preocupados por la vulnerabilidad frente a los ataques aéreos de los aliados. La opción preferida por el Ejército, era utilizar Meillerwagens, baterías móviles de disparo, que presentaban un blanco mucho más pequeño y esquivo para las fuerzas aéreas de los Aliados.
Sin embargo, en marzo de 1943, las intenciones del Ejército no fueron tenidas en cuenta por Adolf Hitler. Su preferencia por las construcciones enormes y grandiosas le llevaron a ordenar la construcción de un búnker inmenso (ahora conocido como Blockhaus d'Éperlecques ) en el Bosque de Éperlecques cerca de Watten, al norte de Saint-Omer. El búnker fue descubierto por reconocimiento Aliado y el 27 de agosto de 1943, una incursión de 187 bombarderos B-17 destruyeron el sitio antes de que se pudiera completar. Una parte superviviente fue reutilizada por los alemanes como planta de producción de LOX.

## Diseño y ubicación
El éxito del ataque contra el búnker Watten obligó a los alemanes a buscar una ubicación alternativa en las proximidades. Una antigua cantera situada entre las localidades de Helfaut y Wizernes, al suroeste de Saint-Omer unos 12 km al sur del búnker Watten, ya había asignado para su empleo como almacén de misiles en túneles construidos en la ladera caliza. Se encuentra cerca del río Aa junto al Boulogne línea de tren de Saint-Omer, a un kilómetro de la estación de Wizernes. Los alemanes habían emprendido ya importantes trabajos en agosto de 1943 para establecer vías muertas de ferrocarril para conectar extensas de la cantera a la línea principal.
El 30 de septiembre de 1943, Hitler se reunió con Albert Speer, el ministro de Armamento y Producción Bélica, y Franz Xaver Dorsch, el ingeniero jefe de la Organización Todt, para discutir los planes para reemplazar las instalaciones fuera de servicio de Watten. Dorsch propuso transformar el depósito Wizernes en un vasto complejo subterráneo a prueba de bombas que requeriría de un millón de toneladas de cemento de construcción. No se construye dentro de una red de túneles excavados a dentro de la colina en el borde de la cantera. Una cúpula de hormigón, de 5 m de grosor, 71 metros de diámetro y un peso de 55.000 toneladas, se construyó en la parte superior de la parte central de la instalación para protegerla de los bombardeos aliados. Debajo de ella, unos 7 kilómetros de túneles iban a ser excavado en la ladera de tiza para dar cabida a talleres, almacenes, suministros de combustible, una planta de fabricación de LOX, generadores, cuarteles y hospitales.
| mapa                                                                                    |
| Mapa fotográfico del área alrededor del emplazamiento antes de la campaña de bombardeo. |

| diagrama                                                       |
| Plano de la situación del complejo Wizernes septiembre de 1944 |

| octógono |
| Posible reconstrucción de la cámara de preparación de los misiles y los túneles (asumiendo la manipulación de misiles A4) |

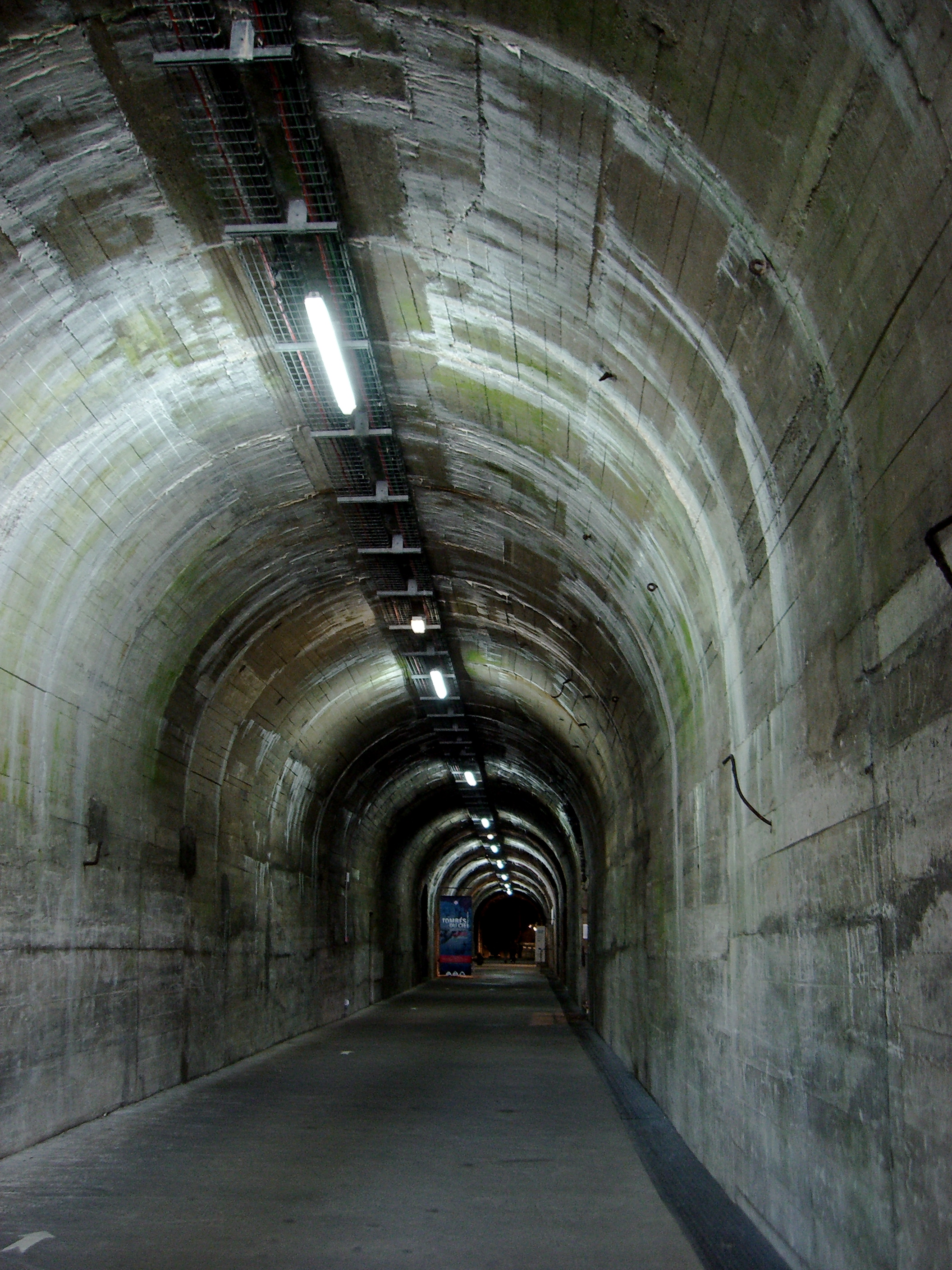
El túnel de ferrocarril Ida, por donde las V-2 y los suministro podían traerse por tren y descargarse

Un túnel de ferrocarril de ancho de vía estándar, con nombre en código de Ida, se iba a construir en una trayectoria curva que conecta tanto con la línea ferroviaria este-oeste y determinado con el principal, permitiendo la circulación de trenes directamente a través del complejo sin necesidad de invertir o dar la vuelta. Esto serviría como estación principal de descarga, donde los misiles y los suministros se descarga sobre carros que los transportan a las galerías de conexión Mathilde y Hugo. Hugo conectados a su vez con Sofía, un túnel de ferrocarril callejón sin salida de ramificación de la línea principal en la Ida. Cada uno de los túneles principales tenían una serie de túneles secundarios sin nombre de las mismas dimensiones que los túneles principales y hasta 90 metros de largo. La característica principal del complejo era una cámara octogonal directamente debajo de la gran cúpula. Nunca se completó, pero habría tenido 41 metros de diámetro y hasta 33 metros de alto. Un número de pisos intermedios, posiblemente hasta diez, se habría construido en los lados de la cámara.
En el lado del oeste de la cámara se abrían dos pasillos altos llamados Gustav y Gretchen. Cada uno iba a ser protegidos por puertas a prueba de bombas hechas de acero y hormigón. Los pasillos iban a ser de 4 metros de ancho y al menos 17 metros de alto y estaban dispuestos en forma de Y, con salida a la cantera. Se habrían situado plataformas al aire libre para el lanzamiento de cohetes en el extremo de cada pasillo. Los dos pasillos estaban orientados en un ángulo de 64 ° 50 'y 99 ° 50' al oeste del norte, respectivamente -. No estaban alineados con ningún posible objetivo, sino simplemente permitían transportar a los cohetes a plataformas de lanzamiento lo suficiente distantes entre sí
La instalación fue diseñada, al igual que su predecesor en Watten, para recibir, procesar y poner en marcha cohetes V-2 a una alta cadencia. Los trenes que transportan las V-2 podría entrar en el corazón del complejo a través del túnel ferroviario Ida, donde podrán ser descargados. Un gran número de V-2 podría ser almacenado en los túneles secundarios; el LOX también se produciría en el sitio listo para su uso. Cuando llegara el momento, los cohetes se trasladarían a la cámara de planta octogonal de preparación en el que se iba situar en una posición vertical para aprovisionar de combustible y armamento. Desde allí serían transportados en carros motorizados de lanzamiento a través de los pasillos Gustav y Gretchen y hacia fuera a las plataformas de lanzamiento, listo para ser disparados.
El objetivo prioritario para los V-2 era Londres, a 188 kilómetros de distancia, que Hitler quería ver pulverizado por el final de 1943. Los aliados se alarmaron cuando un intérprete de fotos descubrió que esa parte del complejo estaba alineada dentro de medio grado de la Gran Círculo de incidencia en Nueva York, aunque Albert Speer negó después de la guerra que había habido ninguna intención de utilizar Wizernes como un sitio de lanzamiento de misiles intercontinentales, como la prevista A10.
Aunque físicamente separados, otra instalación construida en las cercanías de Roquetoire era una parte integral del complejo Wizernes. Umspannwerk C fue construido para albergar a un Leitstrahl mando sistema de guía por radio que puede ser utilizado para enviar correcciones de rumbo a misiles lanzados desde Wizernes para ajustar su trayectoria durante la fase de lanzamiento.

## Construcción

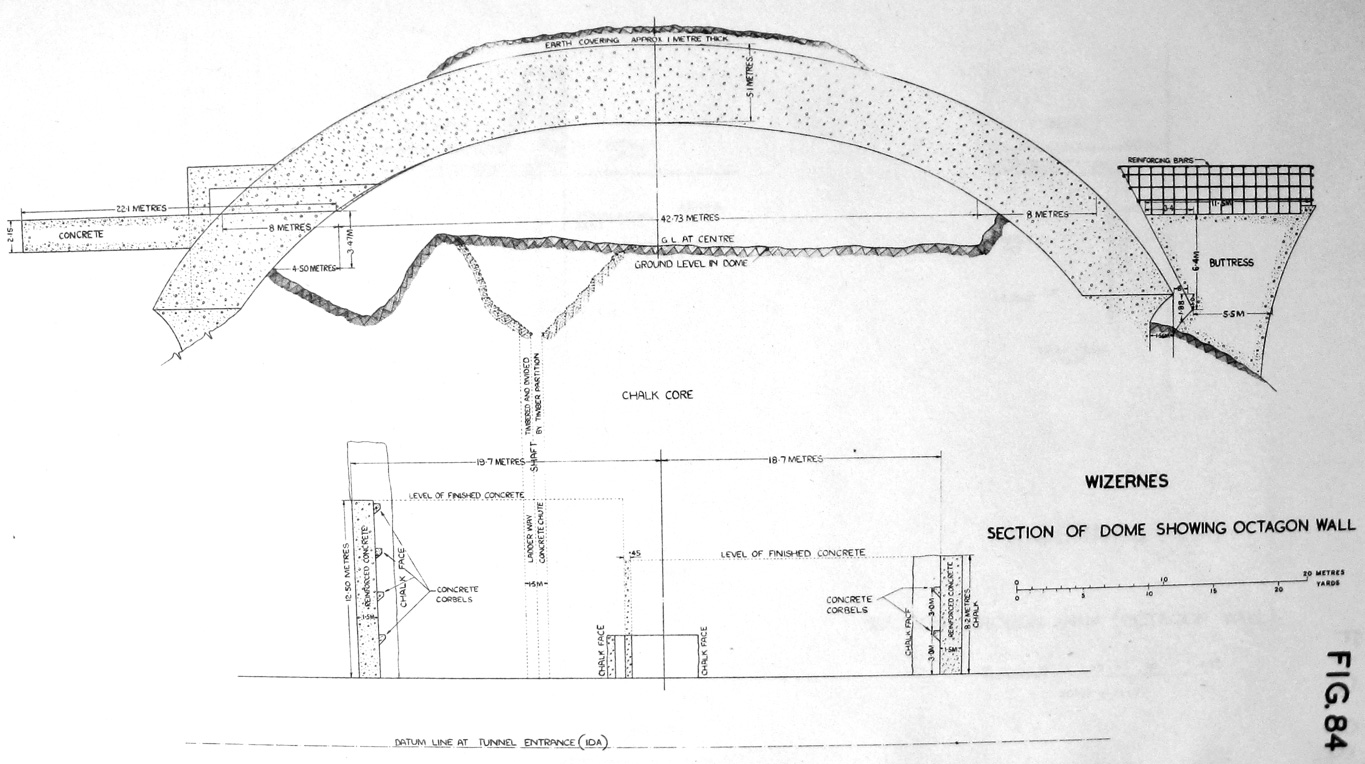
Sección del domo

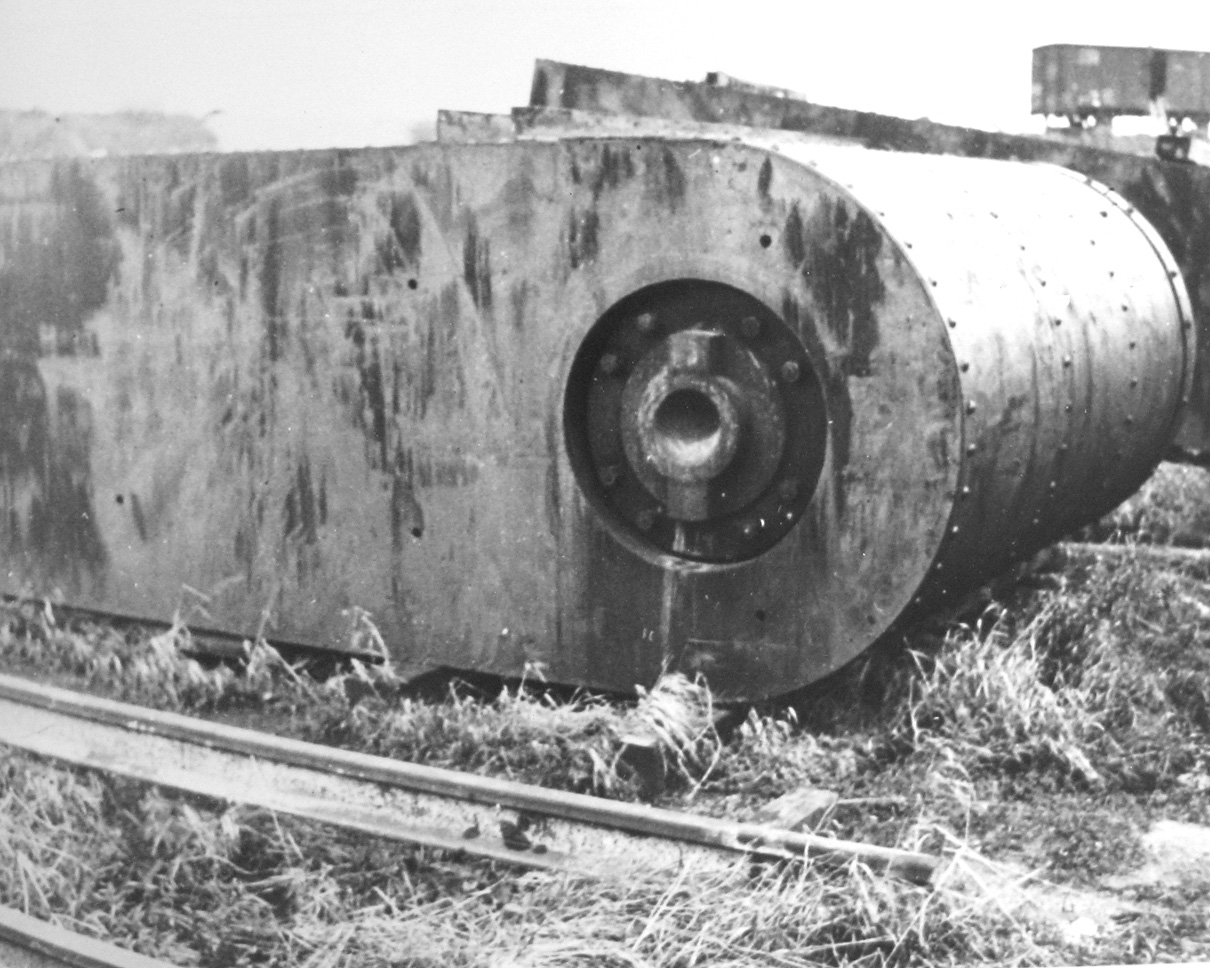
Trozo de una de las puertas a prueba de bombas de uno de los túneles Gustav o Gretchen. Se recuperaron fragmentos de las puertas de un vertedero cercano a la estación ferroviaria de Watten.

Después de la puesta fuera de servicio del búnker Watten, Hitler estuvo de acuerdo en convertir el búnker de almacenamiento Wizernes en una base de lanzamiento. En octubre de 1943, Speer señaló que "[El Führer] no está convencido de que el sitio nunca estará terminado". Los trabajos de construcción comenzaron en octubre de 1943 y la construcción de la cúpula comenzó en noviembre. Resultó ser un proceso lento debido a los constantes advertencias de ataque aéreo, solo en mayo de 1944 se interrumpió el trabajo 229 veces. Los constantes retrasos eran una fuente de gran frustración, ya que significaba que la Organización Todt no pudo proporcionar una fecha de finalización. El representante de Dornberger, comentó: "Esto significa que no se pueden establecer una fecha para instalará el equipo especializado de lanzamiento y la maquinaria. El general Dornberger ha preguntado al mariscal de campo von Rundstedt si no sería mejor decidir abandonar el proyecto en su conjunto".
Dornberger informó que consideraba que la estructura era inútil. Sin embargo, esto contradecía a los ingenieros de Todt y expertos de fortificación, y al propio Hitler, a quien Speer se registró "enfurecido por esta manera frívola de informar las cosas". En respuesta al deseo de Hitler para ver completado el sitio la mano de obra aumento sustancialmente de 1.100 en abril de 1944 a casi 1.400 en junio. Aproximadamente el 60% de los trabajadores eran alemanes, los trabajadores calificados, como los mineros de Westfalia, fueron reclutados para excavar los túneles y la construcción de la cúpula. El resto fueron principalmente reclutados por los franceses Service du Travail Obligatoire (STO), además de prisioneros de guerra soviéticos. Varias grandes empresas de construcción alemana supervisaron el proyecto, con Philip Holzman AG de Fráncfort del Meno y SCHACHTBAU Grossdeutsche y Tierbohr GmbH actuaron como los contratistas principales.
Uno de los retos más difíciles a los que se enfrentaron los alemanes fue cómo construir la gran cúpula, bajo un ataque aéreo regular. Al diseñador de la cúpula, el ingeniero de la Organización Todt Werner Flos, se le ocurrió la idea de construir primero la cúpula, en el suelo, y luego excavar el suelo debajo de ella. Así las obras de construcción posteriores estarían protegidos contra los ataques aéreos. Una zanja circular excavada en la cima de la colina por encima de la cantera de un diámetro exterior de 84 metros. La cúpula fue construida dentro de esta trinchera y las galerías y la cámara de preparación octogonal se excavaron a continuación.
Como protección adicional a prueba de bombas, la cúpula estaba rodeada por una "falda", o Zerschellerplatte, de hormigón armado a prueba de bombas, 14 metros de ancho y 2 metros de espesor. Esta se apoyaba sobre una serie de contrafuertes, que no estaban ligados a la cúpula, por encima de las entradas a los túneles Gustav y Gretchen. Otra estructura de hormigón estaba unida en la falda al noroeste de la cúpula, diseñada pensado quizá para su uso como observatorio y torre de control. Se construyó un edificio subterráneo separado en el lado oeste de la cantera para servir como hospital y como oficinas para los ingenieros. Se instaló un ferrocarril de vía estrecha del fabricante Decauville en la cantera para transportar suministros desde la línea principal al lugar de construcción.
Se construyó un edificio de hormigón en forma de cubo en la cima de la colina, al lado de la cúpula. Esto fue pensada para ser utilizada como la admisión a prueba de bombas para la ventilación y el aire acondicionado - un elemento esencial para una instalación donde diariamente se esperaba manejar grandes cantidades de gases peligrosos y explosivos. Nunca se terminó y cuando los aliados capturaron el sitio encontraron que el conducto de ventilación no había sido totalmente excavado. El edificio sobrevivió a los bombardeos intacto y sigue siendo un lugar destacado visible en la actualidad.
A diferencia de su sitio hermano en Watten, no había ninguna planta de energía en el lugar, la electricidad en Wizernes se suministraba a través de una conexión a la red eléctrica principal, con un consumo estimado entre 5.000-6.000 kVA.

## Descubrimiento y ataques aliados

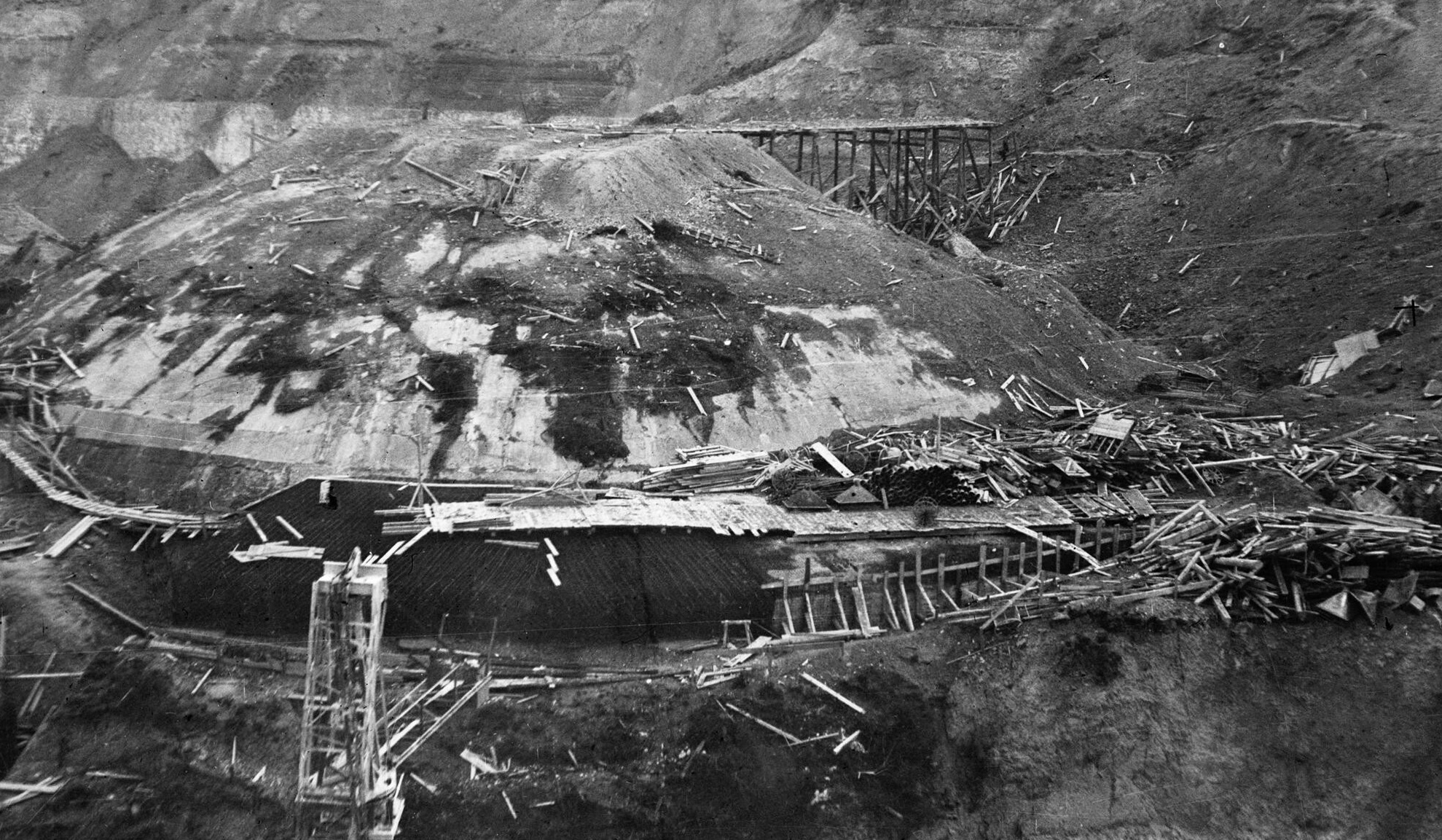
El domo, permanece intacto, en el centro del construcción en ruinas el 6 de julio de 1944, poco antes de su abandono.

Los aliados descubrieron el emplazamiento Wizernes en agosto de 1943 cuando los alemanes comenzaron por la ampliación de apartaderos ferroviarios nuevos detectados por los vuelos de reconocimiento la Real Fuerza Aérea. En noviembre de 1943, la Unidad Central de Interpretación Aliada informó de que los alemanes habían comenzado la construcción de la cúpula de hormigón y estaban llevando a cabo obras de túnel en la cara este de la cantera. Sin embargo, no fue hasta marzo del año siguiente cuando los aliados agregaron el sitio a la lista de objetivos para la Operación Crossbow, la campaña de bombardeos en curso contra sitios de armas V que ya habían destrozado el búnker Watten y numerosos sitios de lanzamiento de V-1. Durante los próximos meses, la USAAF y la RAF llevaron a cabo 16 ataques aéreos que involucran 811 bombarderos que dejan caer unas 4.260 toneladas de bombas. Los bombardeos causaron la destrucción de una amplia zona, matando a 55 residentes de una aldea cercana a Helfault.
Las incursiones de bombardeo convencional sólo consiguieron que una única bomba acertara en la cúpula, causando un daño insignificante. Sin embargo, en junio y julio de 1944 la Real Fuerza Aérea comenzó a atacar el sitio con las bombas Tallboy de seis toneladas que penetran en profundamente en el suelo antes de explotar. Las obras de construcción exteriores fueron completamente destrozado por los bombardeos y un Tallboy impacto justo al lado de la cúpula, desprendiendo toda la cara del acantilado de la cantera y enterrando las entradas a los túneles Gustav y Gretchen. La entrada a Sophie también fue enterrado, dejando a Ida como la única entrada a la instalación. La cúpula estaba intacta, pero los contrafuertes apoyo a la protección Zerschellerplatte fueron desalojados y se deslizó hasta la mitad en la cantera. También se produjeron graves daños en los túneles debajo de la cúpula. El daño hizo imposible continuar el trabajo en el sitio. Dornberger se quejó: ". persistente ataque aéreo con bombas pesadas y súper pesadas, tan maltratadas en todo el rock que en la primavera de 1944, los deslizamientos de tierra han imposibilitado futuros trabajos" Su personal informó el 28 de julio de 1944 que, aunque no afectado por la Tallboys, "toda la zona alrededor ha sido tan revuelto que es inaccesible, y el búnker está en peligro por debajo."
En mayo de 1944, el Destacamento 953 de Artillería (semi-móvil) comenzó el Abteilungen de formación en Blizna en el sureste de Polonia para operar en Wizernes. Compuesto por una batería técnica y dos operativas, se esperaba lanzar hasta 50 cohetes diarios desde Wizernes. Sin embargo, nunca tuvo la oportunidad. El 3 de julio de 1944, el Oberkommando del Oeste dio permiso para detener la construcción en la muy dañados emplazamientos Watten y Wizernes. El 18 de julio de 1944, Hitler abandonó sus planes de lanzar las V-2 desde búnker y autorizó a conversión del búnker Wizernes en una planta de producción de LOX. Sin embargo, estos planes fueron malogrados por la liberación del Norte de Francia después del desembarco de Normandía. El sitio fue finalmente abandonado e inspeccionado por ingenieros británicos el 5 de septiembre.

## Incursiones aéreas sobre el emplazamiento Wizernes
| Fecha                  | Suceso |
| ---------------------- | --- |
| 11 de marzo de 1944    | 34 de 51 B-24 Liberators de la 2.ª División de Bombardeos, y los grupos 44.º y 93.º de Bombarderos Pesados atacaron Wizernes empleando técnicas de bombardeo a ciegas debido a nubes espesas, arrojando 127 toneladas de bombas. |
| 19 de marzo de 1944    | 152 B-26 Marauders del IX Bomber Command atacan emplazamientos de armas V alrededor de Saint-Omer. |
| 26 de marzo de 1944    | 500 bombarderos pesados del 8th Air Force atacan un total de 16 emplazamientos de armas V en el norte de Francia, incluido Wizernes, arrojando 1.271 toneladas de bombas. Las pérdidas aliadas fueron cuatro B-17s y un B-24; y otros 236 bombarderos fueron dañados por el fuego enemigo.                                                |
| 17 de abril de 1944    | 14 B-24s y cinco aviones pathfinder emplearon una técnica experimental de bombardeo para atacar Wizernes. |
| 25 de abril de 1944    | 27 B-24s de la 2d Bombardment Division bombardeo Wizernes en un test especial del nuevo equipo pathfinding. |
| 3 de mayo de 1944      | 47 B-24s escoltados por 101 cazas del VIII Fighter Command atacaron Wizernes using blind-bombing techniques. |
| 20 de junio de 1944    | 17 Lancasters y 3 Mosquitos del No 617 Squadron intnetaro atacar Wizernes pero se vieron forzados a abortar debido a que las nubes cubrían el blanco. |
| 22 de junio de 1944    | Un segundo ataque del 617 Squadron sobre Wizernes se suspendió también por la cubierta de nubes. |
| 24 de junio de 1944    | 617 Squadron volvió a Wizernes con 16 Lancasters y 2 Mosquitos, perdiendo un Lancaster por el fuego antiaéreo. Se arrojaron varias bombas Tallboy pero no causaron grandes daños. |
| 28 de junio de 1944    | 103 Halifaxes y 5 Mosquitos del No. 4 Group y 2 Lancasters del Pathfinder Force atacaron Wizernes sin bajas. |
| 17 de julio de 1944    | 72 Halifaxes, 28 Stirlings, 20 Lancasters, 11 Mosquitos y 1 Mustang atacaron tres emplazamientos de armas V incluido Wizernes, que fue atacado con una docena de Tallboys. El ataque causó daños severos y enterró las entradas de los túneles de lanzamiento Gustav y Gretchen. El emplazamiento se abandonó unas pocas semanas después. |
| 20 de julio de 1944    | 174 Lancasters, 165 Halifaxes y 30 Mosquitos atacan los emplazamiento de lanzamiento de V-1 y Wizernes. |
| 20/21 de julio de 1944 | 54 Halifaxes, 23 Lancasters y 10 Mosquitos atacan los emplazamientos de armas V en Ardouval y Wizernes, pero no se arrojaron bombas sobre Wizernes por el mal tiempo. |
| 4 de agosto de 1944    | Un ataque experimental, Operación Afrodita, empleando B-17 controlados a distancia cargados con explosivos erró Wizernes por 600 m |

## Situación en la postguerra
Poco después de la captura del emplazamiento Wizernes en septiembre de 1944, Duncan Sandys , el jefe del "Comité Crossbow" británica investiga el programa de V-armas, ordenó la constitución de un Comité Técnico Inter-Servicios de Misión al mando del coronel TRB Sanders. Se le encomendó la tarea de investigar los sitios en Mimoyecques , Siracourt , Watten y Wizernes, conocidos colectivamente a los aliados como el "pesado" Crossbow sitios. El informe de Sanders se presentó al Gabinete de Guerra el 19 de marzo de 1945.
El propósito del emplazamiento Wizernes estaba claro antes de su captura, pero Sanders fue capaz de deducir su relación con las V-2 por las dimensiones del complejo y algo de información de inteligencia que su equipo había sido capaz de recuperar. El informe de Sander llegó a la conclusión de que era "un lugar de reunión para los proyectiles de largo más convenientemente manipulados y preparados en posición vertical". Él conjeturó la duración aproximada de los proyectiles desde la altura de la Gustav y Gretchen túneles, aunque señaló que no había dudas sobre la altura de las puertas en las entradas de los túneles. Los segmentos de las puertas habían sido recuperados de un basurero de almacenamiento cerca de la estación ferroviaria de Watten, pero estaban incompletas. A juzgar por el tamaño de la entrada del túnel, el tamaño máximo del proyectil podría haber sido de entre 17 y 24 m de longitud y 4 metros de ancho. (Esto es sustancialmente mayor que un V-2, que mide 14 m de largo y 3,55 m de ancho.) Dos testigos entrevistados por el equipo de Sanders informó que "la intención de disparar un proyectil de 18 metros de largo". Sanders señaló que "las dimensiones del sitio lo hacen adecuado para la A.4 (V-2) cohete, pero la posibilidad de un nuevo cohete hasta la mitad de largo otra vez como el A.4 y dos veces el peso no se puede descartar ". Llegó a la conclusión de que gran parte del sitio ha había vuelto peligroso debido a la caída progresiva de maderamen y recomendó destruir los túneles y los trabajos bajo la cúpula para evitar accidentes posteriores o mal uso.
El sitio volvió a la propiedad privada después de la guerra. Como la cantera hacía tiempo que había sido elaborado, que fue abandonado. Los túneles no fueron destruidos, pero fueron cerrados, aunque en algún momento fueron reabiertos por la población local y podría ser introducido, el octágono quedó sellado con un techo a piso barricada. La propia cantera se mantuvo casi en el mismo estado en que se encontraba en 1944, con los tramos de vía de tren todavía en su lugar en el suelo de la cantera. La sección del hospital se mantuvo relativamente intacto y se utilizó, por los gendarmes locales, como campo de tiro.

## Museo de La Coupole
En 1986, el Espacio Natural Regional de Lille destinó 10 millones de francos franceses para desarrollar el sitio como un atractivo turístico para la región de Nord-Pas-de-Calais con la intención de establecer allí un museo de la Segunda Guerra Mundial. El plan fue divulgado en un fin de semana de apertura especial el 20/21 de junio de 1987, asistieron más de 20.000 personas, en el que la cúpula del diseñador Werner Flos se reunieron el profesor Reginald Victor Jones, un sobreviviente del "Comité Crossbow", en Wizernes. El túnel Ida y de lado las cámaras se abrieron al público y se utiliza para una exposición audiovisual de la historia del lugar.
El historiador local Yves Le Maner se encargó de la tarea de desarrollar el proyecto, mientras que un estudio de viabilidad se llevó a cabo en la posibilidad de completar algunos de los trabajos de excavación original para hacer el sitio seguro para el acceso del público. Los planes fueron aprobados en 1993 y el sitio fue comprado por el municipio de Helfaut. Al año siguiente, el Conseil Général du Pas-de-Calais, adquirió el sitio. Los 69 millones de francos franceses proyecto fue suscrita en gran parte por el Consejo General, que proporcionó 35 millones de FF, con otro 17 millones de FF provenientes del consejo regional. La Comunidad Europea proporciona un 12 millones de dólares, el Estado francés proporcionó 3 millones de francos y la administración municipal de Saint-Omer financiado el resto de 1 millones de francos, un número de accionistas privados también estaban implicados. La Société d'Equipement du Pas-de-Calais, fue contratada para llevar a cabo el trabajo de desarrollo, que implicaba la excavación de otros dos metros (seis pies) por debajo de la cúpula, limpiar y completar el hormigonado sin terminar de algunos de los túneles, la construcción de un centro de exposiciones y un aparcamiento en el suelo de la cantera y la instalación de un ascensor para llevar a los visitantes desde el octógono de la cúpula.
El museo abrió sus puertas en mayo de 1997. El área principal de la exposición se encuentra bajo la cúpula y se centra en tres cuestiones principales: la historia de la armas V, la vida en la Francia ocupada, y la conquista del espacio después de la guerra. Presenta exhibiciones audiovisuales en Inglés, francés, neerlandés y alemán, así como un gran número de artefactos originales incluyendo un V-1 proporcionada por el Museo de la Ciencia en Londres, y un V-2 proporcionada por el Instituto Smithsonian en Washington D. C. En 2011, el museo recibió 120.000 visitantes.] Desde 2010, el museo también ha logrado el V-3 del sitio de la Fortaleza de Mimoyecques.

## Historia
Construido en gran parte bajo tierra en un complejo de antiguas canteras de pedernal (dilluvium de Helfaut), arena (Sand Landenian) y, especialmente, tiza, se encuentra cerca de las ciudades de Helfaut y Wizernes en una vertiente del valle del Aa, en virtud de la Meseta de Helfaut. Este sitio se diseñó para ser un lugar inexpugnable de producción, al almacenamiento y disparo de los cohetes V2. El lugar fue escogido cerca de un canal (Canal Neufossé, desde el área minera y que desemboca en el Aa canalizado Arques y llegar a Dunkerque), con varias carreteras y el ferrocarril de Saint-Omer - Boulogne y con arena y cemento cerca.
Los trabajos comenzaron en octubre de 1943, realizados por mano de obra esclava de prisioneros de guerra, bajo la dirección de la Organización Todt, que estuvo a cargo de la construcción de forma rápida «construcciones especiales» («Sonderbauten») para proteger las implementaciones de la nueva arma nazi. El objetivo era construir rápidamente un búnker capaz de amenazar la ciudad de Londres, situada a 200 kilómetros al noroeste y vuelva a colocar el predecesor de la Cúpula fue el complejo de Éperlecques, pero este resultó ser demasiado vulnerable a los bombardeos aéreos.
Los túneles se excavaron bajo tierra para permitir el tránsito de las partes del cohete de forma segura por el interior. En total más de 6 kilómetros de túneles excavaron los prisioneros soviéticos para almacenar cohetes a 42 m de profundidad. Una planta de combustible de oxígeno líquido también se construyó para complementar la acción de la redistribución de los terrenos de Éperlecques. Cuarteles y áreas administrativas también se han excavado y de hormigón armado.
En enero de 1944, se construyó una enorme cúpula de hormigón con un diámetro de 71 m, 5,5 m de espesor y un peso de 55.000 toneladas. Esta cúpula dio nombre al lugar.
Los ingenieros nazis fueron capaces de construir esta enorme estructura de hormigón armado mediante el vertido directamente sobre el yeso que había cortado previamente en forma cóncava para hacer un molde. Una vez en el lugar, la tiza encuentra por debajo de la bóveda fue excavada. En este espacio, se vertió una segunda capa de hormigón, aumentando así la resistencia a las bombas.
Directamente debajo de esta estructura, existe una gran sala hexagonal de 21 metros de alto creada para dar cabida a una fábrica de fuselajes del misil. Una vez montado y lleno de combustible, los V2 se trasladaba fuera para dispararlo, a una tasa máxima teóricas de 50 cada 24 horas.
La resistencia francesa informó a Gran Bretaña del potencial devastador de La Coupole, poco después se inició su construcción. Los primeros intentos de destruirla, sin embargo, no tuvo lugar hasta marzo de 1944. En ese momento, la cúpula protectora ya había sido completado. Durante los próximos cinco meses, de 3.000 toneladas de bombas de los aliados se retiraron de la instalación, acribillando los cráteres Helfaut bandeja, pero sin éxito. Ninguna bomba golpeó la instalación bien protegida bajo tierra. Sin embargo una bomba Tallboy de 5 toneladas daña la tiza que rodea la cúpula, pero se mantuvo intacta.
El sitio fue cerrado en julio de 1944 antes de que fuera terminado y antes de disparar un solo cohete. Hitler ordenó a su abandono. Los prisioneros soviéticos embarcados en trenes y enviados de vuelta Alemania, pero nunca se encontró a estos prisioneros.

## Galería de fotografías

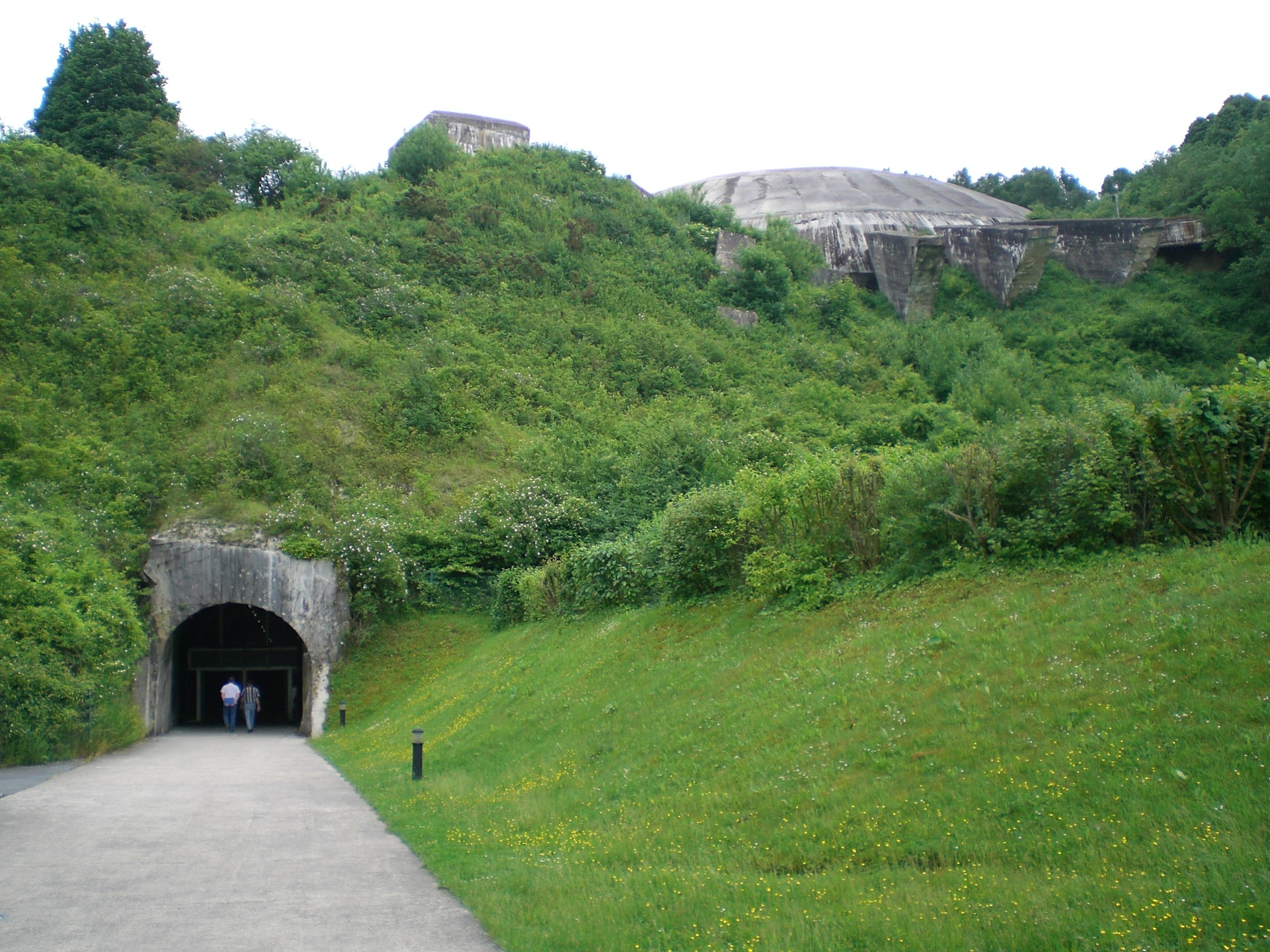
Entrada.
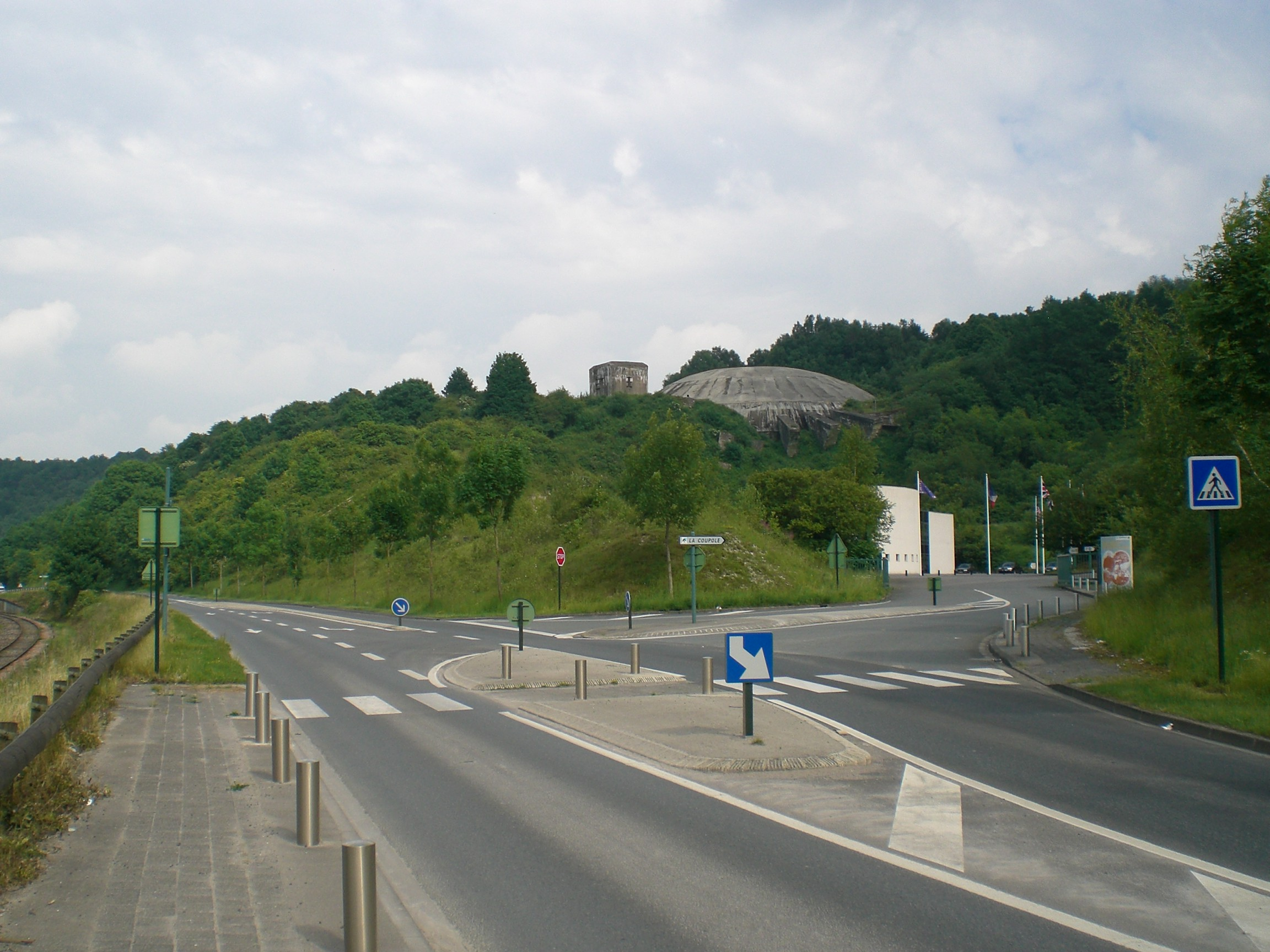
La Coupole de Saint-Omer.
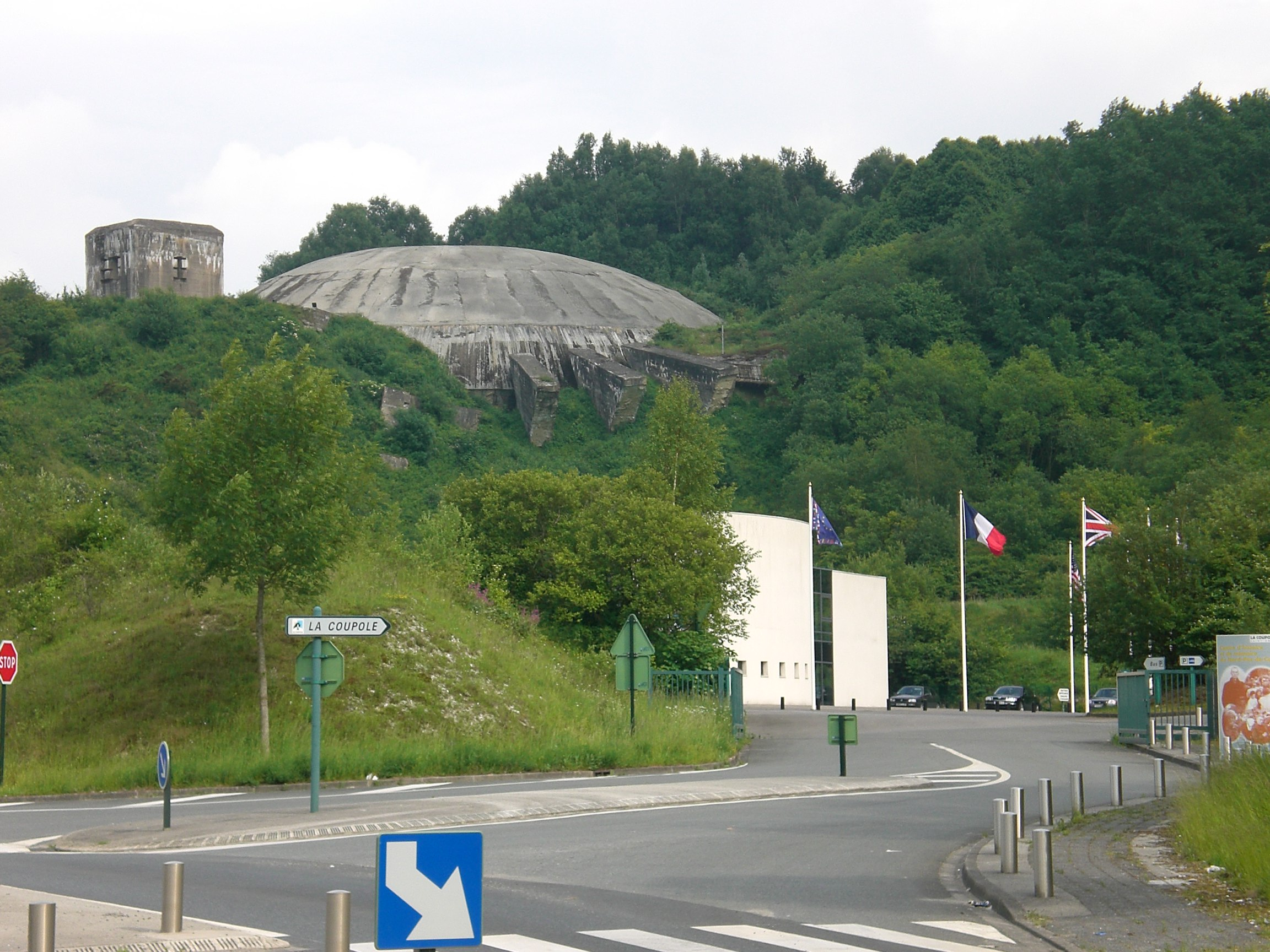
La Coupole de Saint-Omer.
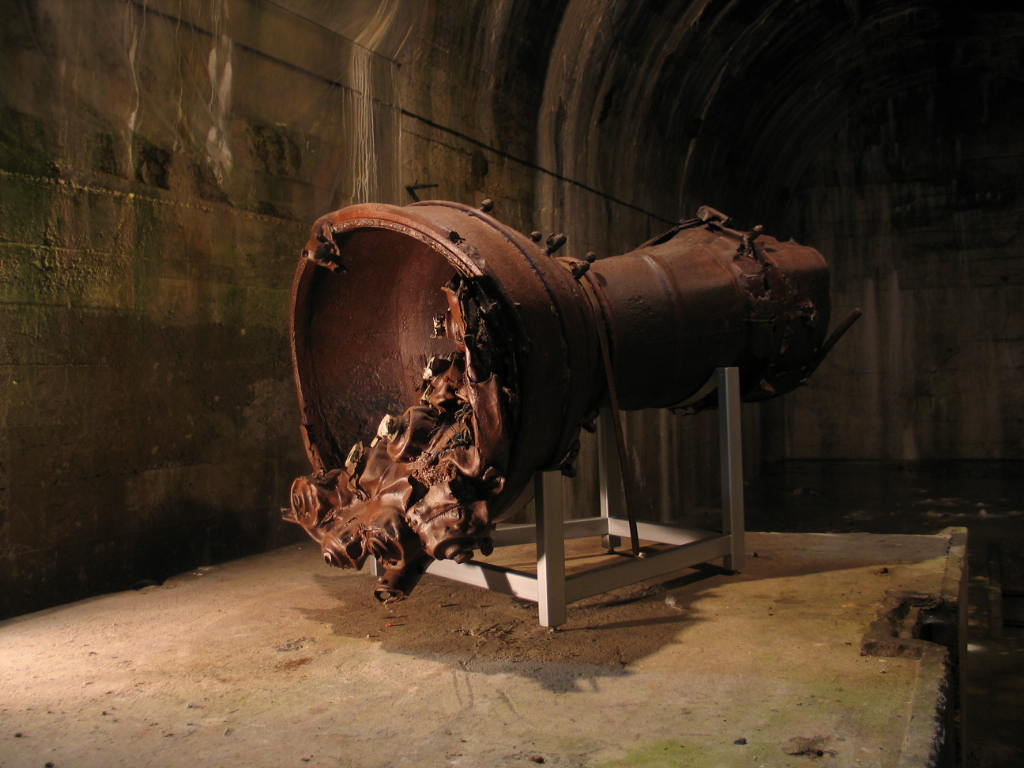
Un motor de una V2 dañado en La Coupole.
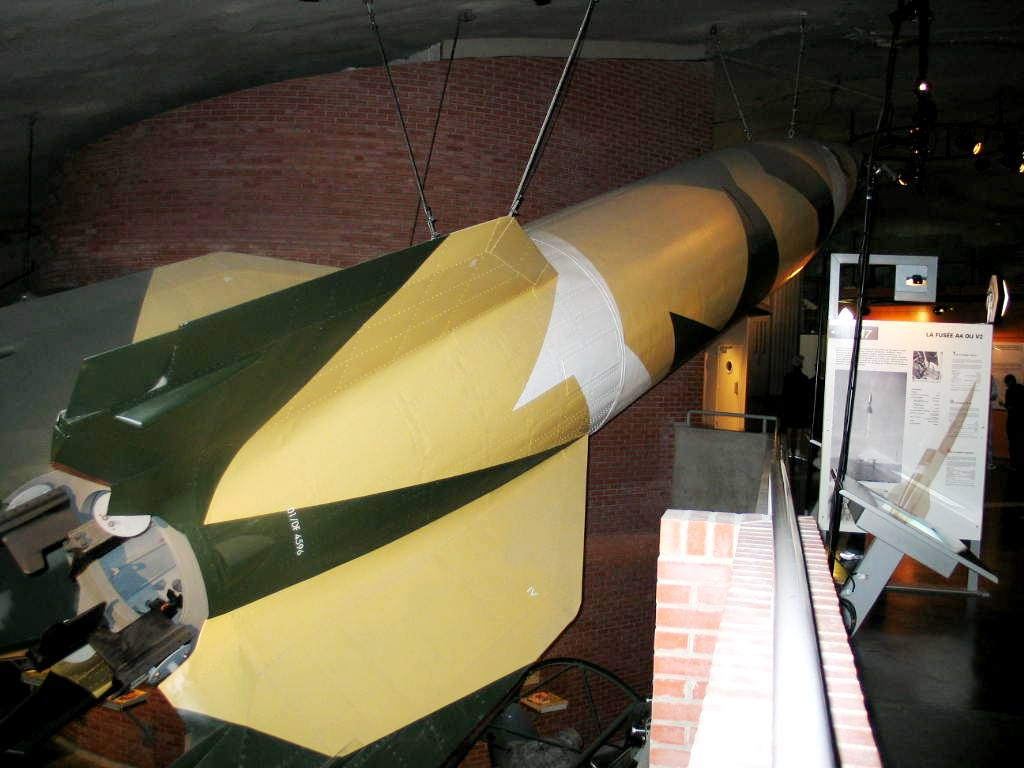
Modelo de un cohete V2 en La Coupole.